# Piet Berkhout
Petrus (Piet) Berkhout (Deventer, 23 mei 1931 – Helvoirt, 12 juli 1995) was een Nederlands politicus van het CDA.
In 1989 werd hij burgemeester van Haps, dat op 1 januari 1994 fuseerde met Cuijk en Sint Agatha tot de nieuwe gemeente Cuijk. Bijna een jaar eerder werd Berkhout tevens waarnemend burgemeester van Helvoirt dat op 1 januari 1996 opging in de gemeente Haaren. Berkhout zou dat zelf niet meer meemaken, want enkele maanden voor die gemeentelijke herindeling overleed hij op 64-jarige leeftijd. Fred de Graaf, destijds burgemeester van Vught, kreeg daarop Berkhouts taak de laatste 3 maanden erbij.